# Comtat de Vallellano
El Comtat de Vallellano (en castellà: Condado de Vallellano) és un títol nobiliari espanyol, creat el 26 de maig de 1774 pel rei Carles III a favor de José Antonio Arredondo y Ambulodi.
Aquest títol va ser rehabilitat el 6 de juliol de 1916 pel rei Alfons XIII a favor de María de la Concepción de Guzmán y O'Farrill, neboda en quart grau del segon i del tercer comte de Vallellano.
La seva denominació fa referència a la localitat càntabra de Vallellano, en la Valle del Ruesga.

## Comtes de Vallellano
|                                       | Titular                                      | Període                |
| Creació per Carles III                | Creació per Carles III                       | Creació per Carles III |
| ------------------------------------- | -------------------------------------------- | ---------------------- |
| I                                     | José Antonio Arredondo y Ambulodi            | 1774-1792              |
| II                                    | Antonio José Román de Arredondo y Cabello    | 1792-?                 |
| III                                   | Manuel Quirico de Arredondo y Cabello        | ? -1886                |
| Rehabilitació per Alfons XIII en 1916 |                                              |                        |
| IV                                    | María de la Concepción de Guzmán y O'Farrill | 1916-1962              |
| V                                     | José Fernando Suárez de Tangil y Guzmán      | 1965-2008              |
| VI                                    | Manuel de Soroa y Suárez de Tangil           | 2011-actual titular    |

## Història dels comtes de Vallellano
- José Antonio Arredondo y Ambulodi (1749-.), I comte de Vallellano.

1. Casat amb María Ignacia de los Dolores Cabello y Roborato. El succeí el seu fill:

- Antonio José Román de Arredondo y Cabello (1792-.), II comte de Vallellano.

1. Casat amb la seva cosina germana, María Teresa O'Farrill y Arredondo, amb descendents que no van ostentar mai el títol. El va succeir el seu germà:

- Manuel Quirico de Arredondo y Cabello (1798-1886), III comte de Vallellano.

1. Casat amb María Belén Santestillano y Pescio.
2. Casat amb Lutgarda Valdés y Albertini.

De tots dos matrimonis va tenir descendència, però mai van ostentar el títol, per la qual cosa en 1916 va ser rehabilitat a favor de la seva neboda en quart grau:
Rehabilitació en 1916:
- María de la Concepción de Guzmán y O'Farrill (1880-1962), IV comtessa de Vallellano.

1. Casat amb Fernando Suárez de Tangil y Angulo, marquès de Covarrubias de Leyva. La succeí el seu fill:

- Fernando Suárez de Tangil y Guzmán, V comte de Vallellano. Sense descendents. El succeí el seu nebot:

- Manuel de Soroa y Suárez de Tangil, VI comte de Vallellano, Gran d'Espanya (dignitat).[1]